# 黄河迎宾馆铁路专用线
黄河迎宾馆铁路专用线，正式名称为7015线，是一条位于河南省郑州市境内的铁路，为连接京广铁路与黄河迎宾馆的专用铁路线，隶属于郑州局集团管辖。
7015线西起京广铁路东双桥站，西至黄河迎宾馆院内，全长6.192公里，始建于20世纪50-60年代。因黄河迎宾馆为河南省接待国家领导人的场所，该线路曾多次由国家领导人专列使用。1962年3月23日和7月1日，毛泽东两次乘专列来到郑州，1963年1月30日、6月13日、10月11日，毛泽东又三次乘专列由北京到达郑州，均通过该线前往黄河迎宾馆（时称河南省委第三招待所）。之后也有其他国家领导人乘坐专列通过该线路。
目前该铁路已废弃并且逐步拆除（部分铁路道口已填埋）。2018年12月，该铁路被列入郑州市第一批历史建筑的名单中。